# Chen-Kao-Reaktion

Chelatkomplex der Chen-Kao-Reaktion ausgehend von (1S,2S)-Pseudoephedrin

Die Chen-Kao-Reaktion (nach Ko Kuei Chen und Chung-Hsi Kao/Cheng-Heng Kao, Madison (Wisconsin) 1926) ist eine chemische Methode zur Identitätsbestimmung von Pseudoephedrin, Ephedrin und ähnlichen Phenylalkylaminen.

## Beschreibung
Versetzt man eine Lösung von Pseudoephedrin mit Kupfersulfat und Natronlauge, so entsteht eine Violettfärbung. Beim Schütteln mit Ether verfärbt sich die organische Phase rot und die wässrige Phase blau. Die Färbung beruht auf der Bildung eines Chelatkomplexes aus zwei Ephedrin-Molekülen und einem Kupfer-Ion Cu2+:

Chen-Kao-Reaktion von 2-Amino-1-phenylpropan-1-ol (Cathin) ohne Berücksichtigung der Stereochemie.